# Hauptenia palgongsanensis
Hauptenia palgongsanensis (лат.) — вид цикадовых рода Hauptenia из семейства Derbidae (Fulgoromorpha).

## Распространение
Вид встречается в Юго-Восточной Азии: Корея.

## Описание
Мелкие цикадовые полужесткокрылые насекомые (около 5 мм). Общий цвет тёмно-коричневый. Переднее крыло тёмно-коричневое до чёрного, заднее крыло серовато-белое. Переднее крыло длиннее самой широкой части ~ 2,8: 1, RA с двумя терминалями, MP с четырьмя секторами. Заднее крыло с CuA с тремя терминалями. Гоностили с апикальным краем косо усеченным, дорсокаудальный угол превращен в пальцевидный отросток; каждая внутренняя нижняя поверхность без крючка субапикально. Эндосома эдеагуса с четырьмя отростками и четырьмя лопастями.  Голова с глазами заметно более узкая, чем переднеспинка; вертекс трапециевидный, в основании немного шире, чем на вершине, слегка выступает перед глазами. Лоб без срединного киля. Антенны короткие, субантеннальный отросток хорошо развит. Переднее крыло длиннее самой широкой части (примерно в три раза), RA с одной или двумя вершинами.